# Clot de la Mare de Déu
El Clot de la Mare de Déu es un Paraje Natural Municipal con una superficie de 17,84 ha que se localiza en el término municipal de Burriana, en la provincia de Castellón (España).

## Descripción
Se trata de un paleocauce que se adscribe al complejo fluvial del río Mijares (más concretamente al río Anna) y que se abastece de agua por la presencia de un manantial de cierta importancia que presenta una vegetación de macrófitos bien conservada, con restos de vegetación típica de bosque de ribera, que es aprovechada por la avifauna acuática como zona de descanso.

### Flora y fauna
Este Clot posee la vegetación característica de los bosques de ribera con chopos y sauces en los márgenes más exteriores del cauce y carrizos y juncos en contacto con el agua. En la gola, zona de desembocadura del Clot, la vegetación se hace más halófila (salina), apareciendo tamarisco.
En cuanto a la fauna destaca la presencia de aves acuáticas como el zampullín chico, el avetorillo común, el correlimos y la garcilla bueyera entre otros, mientras que del grupo de los reptiles se puede citar la culebra de agua, la culebra bastarda y el galápago europeo.

## Protección
- Este enclave se encuentra incluido en el catálogo de Zonas Húmedas de la Comunidad Valenciana. Fue declarado Paraje Natural Municipal por Acuerdo del Consejo de la Generalidad Valenciana de fecha 8 de febrero de 2002 y Fue el primer paraje de la Comunidad Valenciana con esta protección.[1][2]